# Bryhidky

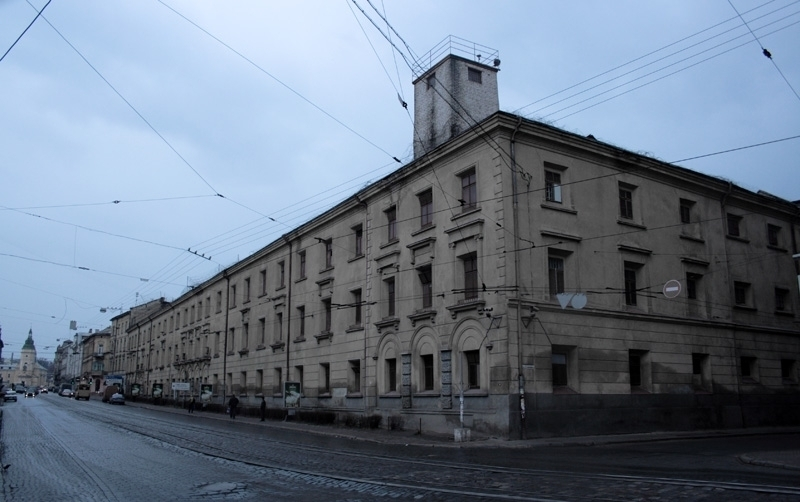
Bryhidky (2008)

Bryhidky (ukrainisch Бригідки) ist ein Gefängnis in Lwiw.

## Österreichische und polnische Zeit
1614 wurden in Lwiw eine Kirche und ein Frauenkloster der Heiligen Birgitta mit Genehmigung von Lwiws Erzbischof und mit Mitteln der Gönnerinnen Anna Fastkowska und Anna Poradowska erbaut. Es beherbergte ein Internat für Mädchen aus Adelsfamilien. Das Kloster wurde 1782 geschlossen. Damals lebten dort 30 Nonnen. Die österreichischen Behörden, die die polnische Verwaltung ablösten, begannen, in den konfiszierten Klöstern Lwiws Gefängnisse einzurichten. So wurde das Nonnenkloster 1782 auf Anordnung Josephs II. in das Männergefängnis Bryhidky umgewandelt.
Das Leben im Gefängnis wurde durch die Strafgesetze von 1790, 1810 und 1825 geregelt. Es wurde in den 1840er Jahren im Stil des Empire umgebaut und die Klosterräume wurden den Bedürfnissen eines Gefängnisses gerecht. 1875 verbüßten fast 200 Häftlinge eine Haftstrafe wegen Mordes. 1902 kam es zu einem Aufstand von Häftlingen, die eine Lockerung der Haftbedingungen forderten. Die Verwaltung liberalisierte die Haftbedingungen, weshalb das Gefängnis in der Unterwelt den Spitznamen „Amerika“ enthielt. In den Jahren 1918 bis 1939, als die westukrainischen Gebiete zu Polen gehörten, war das Gefängnis eines der größten der Region. In seinem Hof wurden Todesurteile vollstreckt.

## Sowjetische Zeit
Mit Beginn des Zweiten Weltkriegs wurde Lwiw von sowjetischen Truppen besetzt. Die Sowjetregierung nutzte Bryhidky weiterhin als Gefängnis. Offiziell hieß es „Gefängnis Nr. 4“. Zu den Häftlingen gehörten neben Kriminellen auch politische Gefangene. Im Juni 1941 erschossen die Sowjets, die sich vor den Deutschen aus der Stadt zurückzogen, massenhaft Häftlinge in den Lwiwer Gefängnissen.
Das NKWD begann kurz nachdem die ersten deutschen Bomben am 22. Juni 1941 auf Lwiw fielen, Gefangene aus verschiedenen Zellen Bryhidkys zu sammeln, sie in die Keller zu bringen und zu erschießen. Die Hinrichtungen dauerten etwa 24 Stunden. Am Morgen des 24. Juni 1941 kehrten die Wächter zurück und erschossen Dutzende Menschen aus der im Hof versammelten Menge. Sie trieben die Gefangenen zurück in ihre Zellen, befahlen allen, sich mit dem Gesicht nach unten auf den Boden zu legen, erschossen einige widerspenstige Gefangene in ihren Zellen und setzten, nachdem sie so die Ordnung wiederhergestellt hatten, die Hinrichtungen fort.
Am Nachmittag des  24. Juni 1941 beschossen ukrainische Rebellen Bryhidky mit Schnellfeuergewehren. Der Kampf begann auf der Straße und setzte sich dann im Hof und schließlich in den Gefängniskorridoren fort. Nach zwei Stunden fuhren Panzer vor das Gefängnis, eröffneten schweres Feuer mit Schnellfeuergewehren und Kanonen und entschieden den Kampf zugunsten des NKWD. Die Erschießungen dauerten bis zum Morgen des 28. Juni. Als die Keller mit Leichen gefüllt waren, wurde im Hof ein Graben ausgehoben und die Gefangenen dort hingerichtet.
Zu den Opfern gehörten größtenteils Ukrainer und einige Polen und Juden. In Lwiw wurden die Toten der NKWD-Aktionen, die unter anderem in Bryhidky entdeckt worden waren, von den Deutschen öffentlich ausgestellt, fotografiert und bestattet. Während der deutschen Besatzung 1941–1944 stand das Gebäude leer. Als die Sowjets zurückkamen, wurde es renoviert. In der Nachkriegszeit wurden in Bryhidky Todesurteile vollstreckt. Verurteilte wurden im Keller mit einem Schuss aus einem Kleinkalibergewehr in den Hinterkopf hingerichtet. Die Erschossenen wurden heimlich außerhalb der Stadt begraben. Ende der 1980er Jahre hörten die Erschießungen auf und der Eingang zum „Erschießungskeller“ wurde zugemauert. Auf dem Janiwskyj-Friedhof befindet sich ein Massengrab unbekannter Opfer von Bryhidky.

## Heutige Zeit
Aktuell trägt das Gefängnis den Namen „Untersuchungsgefängnis Nr. 19“. 2017 wurde geplant, das Gefängnis in das historische Zentrum von Lwiw zu verlegen. Hierfür wurde mit dem Bau eines neuen Gefängnisses mit höherer Kapazität begonnen.

## Bekannte Häftlinge
- Olha Bassarab (1889–1924), ukrainische Aktivistin[1]
- Iwan Franko (1856–1916), ukrainischer Schriftsteller[9]
- Kateryna Saryzka (1914–1986), sowjetisch-ukrainische politische Aktivistin[1]